# Blodgett (Oregon)
Blodgett è un census-designated place (CDP) degli Stati Uniti d'America, situato nello stato dell'Oregon, nella contea di Benton.